# Group Therapy
Group Therapy – trzeci studyjny album industrial metalowej grupy Dope wydany 21 października 2003 roku przez wytwórnię Edsel Dope. Group Therapy pokazuje zespół z nieco innej strony. Pojawia się o wiele więcej akustycznych brzmień, a klimat jest lżejszy niż na dotychczas wydanych albumach.

## Lista utworów
1. „Falling Away” –  2:51
2. „Bitch” –  3:06
3. „I Am” –  3:04
4. „Motivation” –  2:53
5. „Sing” –  3:05
6. „Now Is the Time” –  2:50
7. „Paranoia” –  2:41
8. „Bring It On” –  3:14
9. „Another Day Goes By” –  3:19
10. „Today Is the Day” –  2:55
11. „Burn” –  3:06
12. „Easier” –  2:58
13. „So Low” –  3:14

## Twórcy
- Edsel Dope – śpiew, gitara, gitara basowa, instrumenty klawiszowe, perkusja, produkcja
- Heather Thompson – wokal wspierający
- Jay Baumgardner – miksowanie
- Ted Jensen – mastering
- Mike Graham – zdjęcia